# Ayoó de Vidriales
Ayoó de Vidriales – gmina w Hiszpanii, w prowincji Zamora, w Kastylii i León, o powierzchni 59,97 km². W 2011 roku gmina liczyła 372 mieszkańców.